# Allen & Unwin
Allen & Unwin est une maison d'édition australienne indépendante, anciennement filiale de la prestigieuse société britannique George Allen & Unwin fondée en 1914, qui découvrit et lança l'œuvre de J. R. R. Tolkien. La partie essai et universitaire du catalogue de George Allen & Unwin est devenue une sous-marque du groupe Orion Publishing.

## George Allen & Unwin
En 1871, est fondée à Londres la maison d'édition George Allen and Sons, sur une idée de John Ruskin avec lequel George Allen (1832-1907) était très lié ; il le poussa à devenir graveur, à s'intéresser aux métiers du livre et aux artisans, à l'histoire de l'art et des techniques. Allen devient l'éditeur de toute l'œuvre de Ruskin.
En 1914, peu avant la guerre, les héritiers de George Allen revendent une grande partie de l'affaire à Stanley Unwin, neveu de l'éditeur T. Fisher Unwin. Après 1920, la maison devient célèbre pour éditer de nombreux auteurs, à l'époque controversés, comme Arthur Ransome, Gandhi, Thor Heyerdahl, ou Bertrand Russell, mais aussi J. R. R. Tolkien qu'elle lance en 1936 avec The Hobbit. Fin des années 1930, la maison rachète le catalogue des éditions Elkin Mathews.
En 1968, Rayner Unwin, fils de Stanley, prend la direction de l'affaire. Il avait été autrefois le premier lecteur-test de Tolkien, qu'il continue à éditer à titre posthume.
En 1976, une filiale est fondée à Sydney.

## Fusions
En 1985, après dix ans de décroissance, une fusion consolidatrice a lieu entre Allen & Unwin et la maison Bell Hyman, le groupe devient Unwin Hyman. En 1990, HarperCollins rachète Unwin Hyman dans des conditions jugées scandaleuses ce qui pousse Rayner Unwin à la démission. HarperCollins revend le catalogue universitaire à Routledge, passé depuis dans le giron d'Orion Publishing.

## Allen & Unwin
En juillet 1990, la filiale australienne réussit à devenir indépendante sous le nom de Allen & Unwin Australia Pty Ltd.
Elle possède des filiales dans toute l'Australie, Auckland mais aussi à Londres, et publie 250 titres par an.
Elle n'édite pas l'œuvre de Tolkien, laquelle est contrôlée par le Tolkien Estate, pleinement souverain.